# Салвадор Садурни
Салвадор Садурни Урпи (рођен 3. априла 1941) је шпански бивши фудбалер који је играо као голман.
Садурни је одиграо десет утакмица за Шпанију током шест и по година, а његов деби је био 9. јануара 1963. у пријатељској утакмици против Француске одржане на Камп ноу (0–0). Био је резерва националног тима и на светском првенству 1962. и на купу европских нација 1964. године, а последњи пут наступио је 25. јуна 1969. године, у поразу (0-2) од Финске у оквиру квалификација за Светско првенство 1970. године .